# Liste der Kulturdenkmäler in Auen (Hunsrück)
In der Liste der Kulturdenkmäler in Auen sind alle Kulturdenkmäler der rheinland-pfälzischen Ortsgemeinde Auen aufgeführt. Grundlage ist die Denkmalliste des Landes Rheinland-Pfalz (Stand: 2. August 2023).

## Einzeldenkmäler
| Bezeichnung                     | Lage                                         | Baujahr         | Beschreibung | Bild                           |
| ------------------------------- | -------------------------------------------- | --------------- | --- | ------------------------------ |
| Wohnhaus                        | Hauptstraße 2 Lage                           | um 1850         | spätklassizistischer Sandsteinquaderbau, um 1850                                                                                       | BW                             |
| Quereinhaus                     | Im Wingertsweg 7 Lage                        | 17. Jahrhundert | Quereinhaus, Bruchsteinbau, wohl aus dem 17. Jahrhundert, Fachwerkobergeschoss aus dem 18. Jahrhundert                                 | BW                             |
| Rathaus                         | Zur Feuchten Ecke 1 Lage                     | um 1850         | ehemalige Schule; spätklassizistischer Sandsteinquaderbau, um 1850                                                                     | BW                             |
| Katholische St. Willigiskapelle | östlich des Ortes; Distrikt Kirchwiesen Lage |                 | ehemals „Geh-in-Kirche“; Chor der seit dem 17. Jahrhundert ruinösen romanischen, frühgotisch umgebauten Kirche, 1912 wiederhergestellt | weitere Bilder Fotos hochladen |